# Nelly Landryová
Nelly Adamsonová Landryová (28. prosince 1916, Bruggy – 22. února 2010) byla belgicko-francouzská tenistka. Narodila se v Belgii, po svatbě s tenistou Pierrem Henrim Landrym přijala francouzské občanství. Na francouzském mezinárodním mistrovství vyhrála dvouhru v roce 1948. Další dvě pařížská singlová finále z let 1938 a 1949 i pařížské finále ženské čtyřhry v roce 1938, hrané ve dvojici s krajankou Arlette Halffovou, prohrála. Na jiných grandslamech se jí tolik nedařilo, jejím maximem ve Wimbledonu bylo čtvrtfinále, na US Open 3. kolo, do Austrálie nejezdila.